# Valeriana officinalis
Valeriana officinalis, comúnmente llamada valeriana común, valeriana de las boticas o valeriana medicinal, es una herbácea perenne, perteneciente a la antigua familia Valerianaceae, reclasificada en la familia Caprifoliaceae. Se distribuye naturalmente por toda Europa y por las regiones de Asia de clima templado, y se encuentra naturalizada en muchas otras regiones del mundo.
Durante siglos en algunos tratamientos alternativos se ha usado el extracto crudo de la raíz de valeriana por sus supuestos efectos sedantes y ansiolíticos, y generalmente se vende en cápsulas para promover el sueño, pero la evidencia clínica de que es eficaz para este propósito es débil o no concluyente hasta el momento.

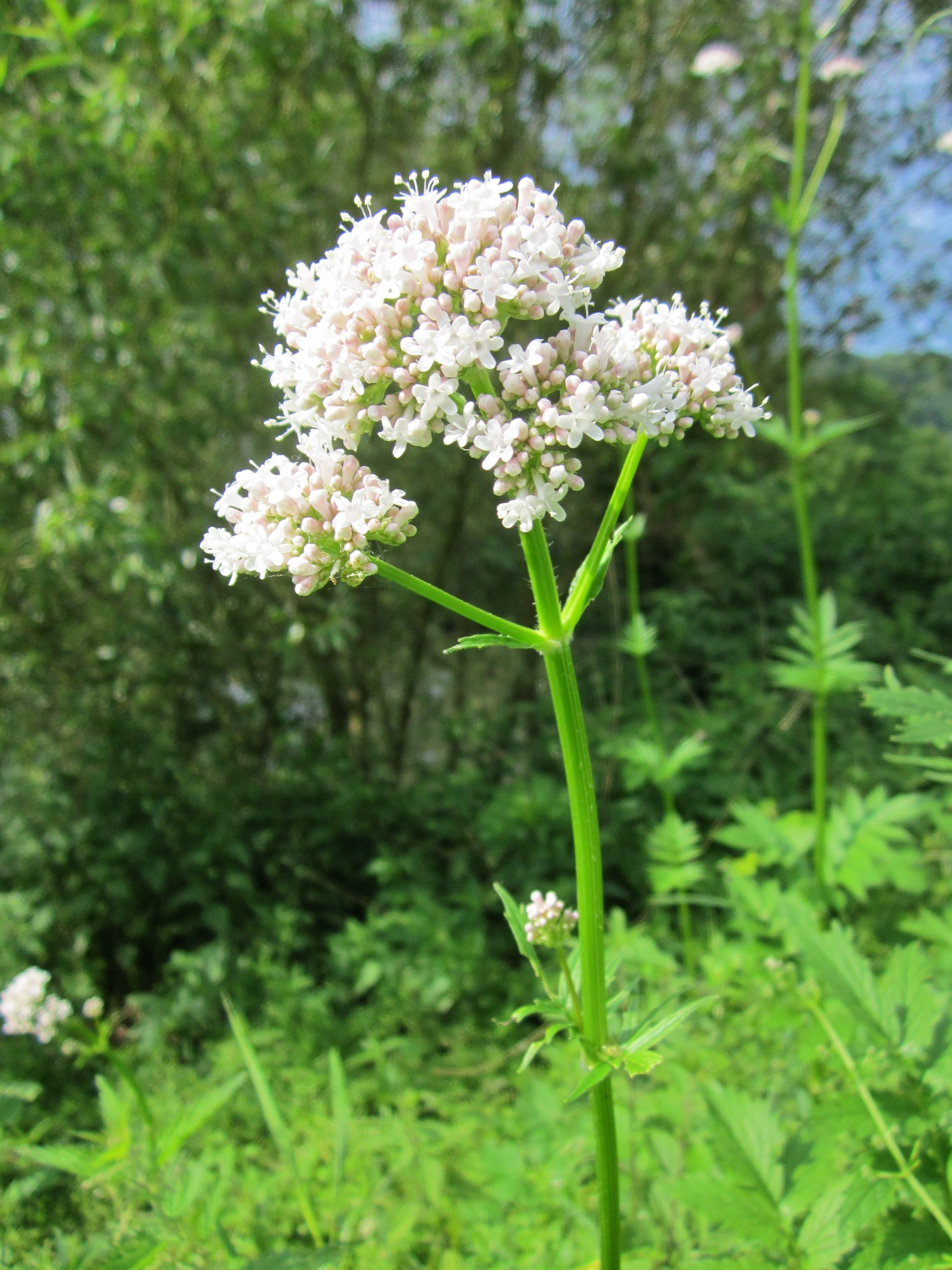
Inflorescencia

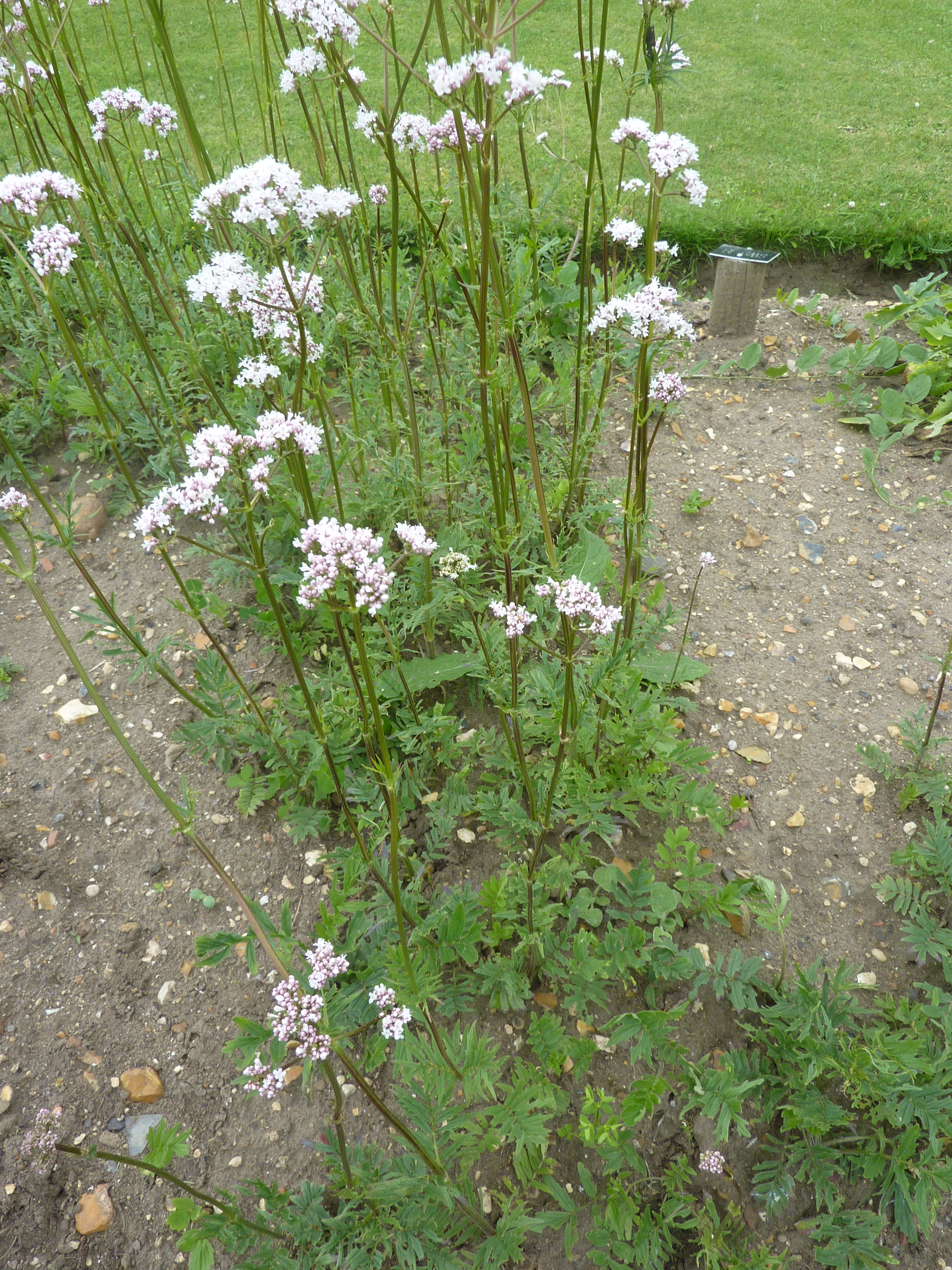
Vista de la planta

## Descripción
Es una planta perenne muy variable con el tallo simple que alcanza los 20-120 cm de altura. Los rizomas son ovoides o cilíndricos de 3-5 cm, color gris-amarillento, cubiertos por muchas raíces de pequeño diámetro, casi cilíndricas y del mismo color que el rizoma. Las hojas son pinnadas con foliolos dentados. Las flores son pequeñas de color rosa pálido, surgen en un denso corimbo terminal en primavera y verano.

## Distribución y hábitat
Nativa de Europa y algunas partes de Asia, ha sido introducida en España. Es muy común en los bosques húmedos y al borde de corrientes de agua, desde las llanuras hasta las zonas submontañosas.

## Ecología
Las larvas de algunos lepidópteros (mariposas y polillas) se alimentan de ella.

## Usos
En farmacología y fitoterapia se utilizan los órganos subterráneos (rizomas, raíces y estolones) o habitualmente sus fitoextractos.

## Composición química
- Aceite esencial: 0,5%, de composición muy variable.
- Sesquiterpenos: los más importantes son los ácidos valerénico, ácido beta-cariofilenobeta-cariofileno; el valerenal, valeranona y acetoxivalerénico.
- Iridoides: son típicos de la valeriana y reciben el nombre de valepotriatos.
- Contiene isovalerianato de eugenilo e isoeugenilo; monoterpenos (canfeno, pineno).
- Ácido gamma-aminobutírico (GABA), glutamina, arginina. Trazas de alcaloides (0,05-0,1%).[7]

## Propiedades
A pesar de que la valeriana se ha usado históricamente como un tratamiento contra el insomnio, la ansiedad y otros trastornos similares, no existe amplia evidencia médica sobre la efectividad de la misma y en algunos estudios se menciona una baja eficacia como tratamiento para estas condiciones.
La Agencia Europea de Medicamentos (EMA) aprobó su uso como medicina tradicional para aliviar la tensión nerviosa leve y como ayuda en el tratamiento del insomnio; La EMA declaró que, aunque no hay pruebas suficientes de estudios clínicos, su eficacia como extracto seco se considera plausible. Tiene efectos psicoactivos sobre el comportamiento de los gatos, que parecen ser placenteros puesto que su olor les atrae para consumirla.
El extracto fermentado de valeriana o su infusión se aplica fumigado en agricultura ecológica para proteger a las plantas de las heladas tardías.[cita requerida]

### Efectos secundarios
En algunos estudios se ha reportado que tras el consumo de valeriana se produjeron dolores de cabeza, mareos, prurito, diarrea e insomnio.En otros estudios se desaconsejó su consumo durante el embarazo, ya que podría aumentar el riesgo de toxicidad en el feto y hepatotoxicidad en la madre.
En algunos países su comercio no se encuentra regulado, por lo que es difícil determinar su contenido y concentración, lo que aumenta el riesgo de la presencia de posibles contaminantes en las preparaciones.
Algunos componentes de la valeriana provocan depresión del sistema nervioso central, por ello se debe evitar usarlo al mismo tiempo que otros depresores como el etanol (beber alcohol), benzodiazepinas, barbitúricos, opiáceos o antihistamínicos.

## Historia
Su uso como hierba medicinal se remonta al menos a la Grecia clásica y la antigua China. Hipócrates describió sus propiedades, y Galeno, posteriormente, la prescribió como remedio para el insomnio y a otros malestares. En la Suecia medieval, a veces se colocaba en la ropa de boda del novio para evitar la "envidia" de los elfos.

## Taxonomía
Valeriana officinalis fue descrita por Carlos Linneo y publicado en Histoire Naturelle des Végétaux. Phanérogames 10: 304. 1841.
Etimología
Valeriana: nombre genérico derivado del latín medieval ya sea en referencia a los nombres de Valerio (que era un nombre bastante común en Roma, Publio Valerio Publícola es el nombre de un cónsul en los primeros años de la República), o a la provincia de Valeria, una provincia del imperio romano,  o con la palabra valere, "para estar sano y fuerte" de su uso en la medicina popular para el tratamiento del nerviosismo y la histeria.
officinalis: epíteto latino que significa "medicinal".

## Nombre común
- Valeriana, valeriana común, valeriana de las boticas o valeriana medicinal, alfeñique, hierba o yerba de los gatos.[19]